# 김채연 (피겨스케이팅 선수)
김채연(金彩然, 2006년 12월 8일~)은 대한민국의 피겨스케이팅 선수이다.
세계 선수권 대회에서 동메달 1개, 4대륙 선수권 대회에서 준우승 1회를 차지했으며, 2025년 동계 아시안 게임 피겨스케이팅 여자 싱글 금메달을 획득했다.